# بندیتاون (ویرجینیای غربی)
بندیتاون (به انگلیسی: Bandytown) یک منطقهٔ مسکونی در ایالات متحده آمریکا است که در شهرستان بونی، ویرجینیای غربی واقع شده‌است.